# یجونگ چوسان
یجونگ چوسان (به کره‌ای: 예종) (زاده ۱۲ فوریهٔ ۱۴۵۰ - درگذشته ۳۱ دسامبر ۱۴۶۹) هشتمین پادشاه سلسله چوسان بوده‌است.
وی فرزند سجو چوسان بوده که در سال ۱۴۶۸ میلادی پس از مرگ پدرش به سلطنت رسید، اما به دلیل بیماری یک سال بعد یعنی سال ۱۴۶۹ میلادی درگذشت و فرزند ناتنی وی سئونگ‌جونگ چوسان به قدرت رسید.

## خانواده
- پدر: سجو چوسان (세조)
- مادر: ملکه جونگ‌هی (۸ دسامبر ۱۴۱۸ – ۶ مه ۱۴۸۳)
- همسران و فرزندان:

1. ملکه جانگسون,[۱] (장순왕후, ۱۴۴۵ – دسامبر ۱۴۶۱)[۲][۳]
  1. شاهزاده اینسئونگ (이분 인성대군, نوامبر ۳۰، ۱۴۶۱ – اکتبر ۲۹، ۱۴۶۳),[۴] تنها پسر
2. ملکه آنسون of the Cheongju Han clan (안순왕후 한씨, ۱۴۴۵(?)–دسامبر ۲۳، ۱۴۹۸)[۵]
  1. Yi Hyeon, the Grand Prince Je-an (이현 제안대군, ۱۴۶۶–۱۵۲۵), تنها پسر[۶]
  2. سئونگ‌جونگ چوسان,[۷] فرزند خوانده
  3. شاهدخت هیئون‌سوک Hyeonsuk (현숙공주, ۱۴۶۴–۱۵۰۲), اولین دختر[۸]
  4. شاهدخت هیه‌سان (혜순공주), دومین دختر
3. بانو چوی گوی-این (귀인 최씨) - بدون فرزند.
4. بانو گی (상궁 기씨) - بدون فرزند.